# Antonio Biosca
Antonio Biosca Pérez (Almería, 1949. december 8. –) spanyol válogatott labdarúgó.

## Pályafutása

### Klubcsapatban
Almeriában született. Pályafutását a másodosztályú Calvo Sotelo együttesében kezdte 1970-ben. Egy évvel később a La ligában szereplő Real Betis csapatához igazolt. Bemutatkozására 1971. november 28-án került sor, egy Córdoba elleni 3–1-re elveszített bajnoki alkalmával. 1977-ben spanyol kupát nyert a Betis színeiben.

### A válogatottban
1978-ban 3 alkalommal szerepelt a spanyol válogatottban. Részt vett az 1978-as világbajnokságon.

## Sikerei, díjai
Real Betis
- Spanyol kupa (1): 1976–77
- Spanyol másodosztály (1): 1973–74

## Külső hivatkozások
- Antonio Biosca adatlapja a National-Football-Teams.com oldalon (angolul)

- Antonio Biosca (angol nyelven). eu-football.info
- Antonio Biosca (angol, katalán, spanyol nyelven). BDFutbol.com